# Dracu-riot!
Dracu-riot! (ドラクリオット!?, Dorakuriotto!) è una visual novel giapponese per adulti sviluppata e pubblicata da Yuzusoft il 30 marzo 2012. È la sesta visual novel sviluppata da Yuzusoft, immediatamente seguente a Noble Works e Tenshin Ranman. Il videogioco è stato adattato in un manga in due volumi.

## Trama
La storia è ambientata sull'isola artificiale volante di Aqua Eden, dove il gioco d'azzardo, il sesso e i furti sono considerati legali dal governo.
Un giorno d'estate Yūto Mutsura e Naota Kurahashi si recano sull'isola per perdere la loro verginità. Durante la loro visita incontrano una ragazza di nome Miu, la quale li indirizza verso un bordello. A causa di un malinteso, Miu viene rapita e portata in un porto dell'isola, dove viene tenuta come ostaggio. Yūto si reca al porto per salvarla, ma viene catturato e tenuto in ostaggio anche lui. Successivamente i rapitori vengono arrestati dalle forze dell'ordine dell'isola e Yūto e Miu sono di nuovo liberi. Tuttavia, a causa di un nuovo equivoco, Yūto viene trasformato in un vampiro e da questa mutazione viene a conoscenza della vera natura dell'isola e della sua nuova amica: Aqua Eden è in realtà una riserva per vampiri e Miu è un vampiro.

## Personaggi

### Principali
Yūto Mutsura (六連 佑斗?, Mutsura Yūto)
Il protagonista del videogioco, impersonato dal giocatore. Insieme a Naota si reca ad Aqua Eden per perdere la propria verginità, ma alla fine viene trasformato in un vampiro.
Miu Yarai (矢来 美羽?, Yarai Miu)
Doppiata da Kōri Natsuno
Una ragazza veterana della telecinesi, appartenente a una squadra di sicurezza di Aqua Eden. È un vampiro e ha lunghi capelli rosso scarlatto. Considera sé stessa l'artefice della trasformazione di Yūto in un vampiro. Ad un sondaggio di popolarità dei personaggi del gioco, Miu si è classificata al secondo posto con 747 voti su 3011 totali raccolti.
Azusa Mera (布良 梓?, Mera Azusa)
Doppiata da Shizuku Satō
È una ragazza umana ed è la responsabile del dormitorio dell'accademia. Non le piace essere trattata come una bambina. Se il giocatore sceglie di seguire la sua route, ad un certo punto dello svolgimento del gioco viene trasformata in un vampiro da Yūto. Ad un sondaggio di popolarità dei personaggi del gioco, Azusa si è classificata al terzo posto con 737 voti su 3011 totali raccolti.
Rio Inamura (稲叢 莉音?, Inamura Rio)
Doppiata da Hinata Ayukawa
Una ragazza che lavora come cameriera presso il casinò Alexandria nel distretto commerciale. È un vampiro, possiede una forza sovrumana, è sessualmente ingenua ed è continuo oggetto di scherzi. Ad un sondaggio di popolarità dei personaggi del gioco, Rio si è classificata al quarto posto con 491 voti su 3011 totali raccolti.
Elina Olegovna Obeh (エリナ・オレゴヴナ・アヴェーン?, Erina Oregovuna Avēn)
Doppiata da Erio Suzuki
Una ragazza vampiro di origini russe che viene trasferita ad Aqua Eden per promuovere la popolazione dei vampiri. Lavora come cameriera travestita da coniglietta al casinò Alexandria. Le piace prendere in giro gli altri, ma al contempo non sopporta essere presa in giro. Fa battute volgari per cercare di capire le reazioni delle altre persone. Possiede l'abilità di controllare l'elettricità, ma per poterne fare uso deve succhiare il sangue di un altro vampiro, rendendosi diversa dagli altri vampiri normali. Ad un sondaggio di popolarità dei personaggi del gioco, Elina si è classificata al primo posto con 938 voti su 3011 totali raccolti.

### Secondari
Hiyori Ōfusa (大房 ひよ里?, Ōfusa Hiyori)
Doppiata da Yuka Kanematsu
Sayo Aragami (荒神 小夜?, Aragami Sayo)
Doppiata da Ringo Aoba
Anna Reticle (アンナ・レティクル?, Anna Retikuru)
Doppiata da Rino Kawashima
Moeka Awaji (淡路 萌香?, Awaji Moeka)
Doppiata da Shizuku Takaido
Nicola Cepheus (ニコラ・ケフェウス?, Nikora Kefeusu)
Doppiata da Yuzu Asano
Motoki Ōgi (扇 元樹?, Ōgi Motoki)
Doppiato da One More Chance
Hyōma Masukata (枡形 兵馬?, Masutaka Hyōma)
Doppiato da Devil Katō
Naota Kurahashi (倉端 直太?, Kurahashi Naota)
Doppiato da Tetsuto Furukawa

## Colonna sonora
La sigla di apertura del videogioco è Scarlet di Yui Sakakibara. Il brano è stato pubblicato nell'album Fractale da Media Factory il 29 agosto 2012. Un CD contenente la colonna sonora del videogioco è stato pubblicato il 1º marzo 2013.

## Accoglienza
Dracu-riot! si è posizionato al secondo posto della classifica delle visual novel più vendute del 2012, stilata dal sito web Getchu.com.